# RIM SHOUT
Rim Shout war eine deutsche Punkband aus Dortmund.

## Geschichte
Rim Shout wurde von Carsten Dörrie (Dörfel) und Andy Schroller 1982 in Dortmund gegründet. Vorausgegangen war ein erster Versuch mit Jörg Hillmann (Hille) am Schlagzeug und Dirk Woywode (Wowo) am Bass in die Fußstapfen britischer Punkbands zu treten. Im Keller von Hille starteten sie erste Versuche unter dem Namen The Copcars. Schon nach kurzer Zeit ersetzte Jörg Drews (Buddha) Hille an den Drums. Die Gruppe nannte sich fortan Rim Shout, nach einem Bootleg der Rolling Stones.
Stark beeinflusst von den britischen Sex Pistolsschrieben sie eigene Songs und 1984 fanden die ersten Auftritte u. a. in Dortmund

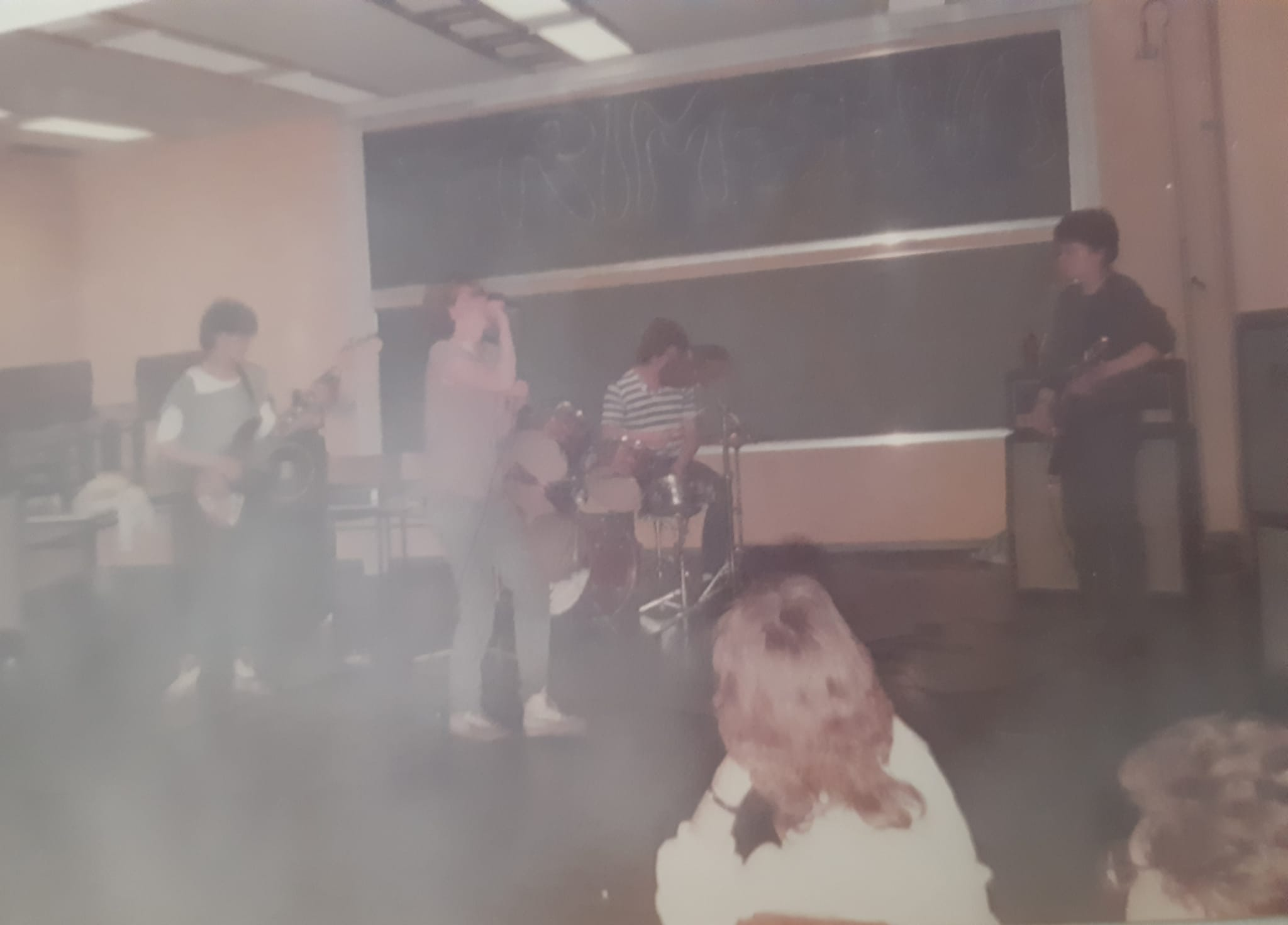
Rim Shout First Gig 1984/05/30

und Berlin statt u. a. mit der Deutschen Trinkerjugend und The Idiots.

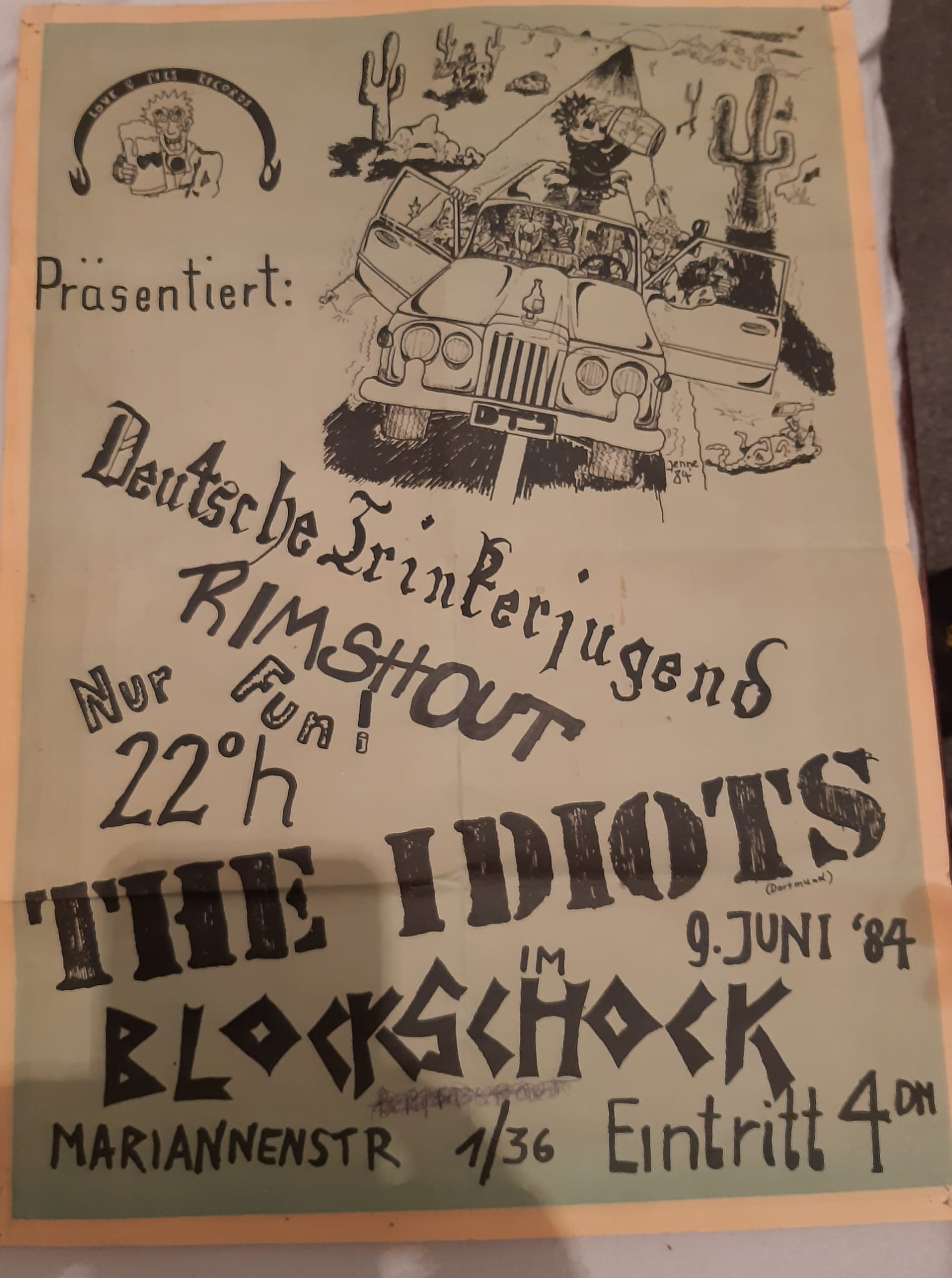
Poster Blockschock 1984

1988 übernahm Rüdiger Dietz von Rostok Vampires den Bass. Im selben Jahr verließ Buddha die Band. Er spielt heute bei The Borsig Brothers. Stefan Pape (Steve) von The Idiots und Die Männer schloss sich der Band an.
1991 beendete Andy sein Engagement und gründete The Billy Rubin. Danach stieg Andy Wagner (Gitarre) ein. Es folgte 1992 die LP und CD Socially Unacceptable Minds (Terz Records). Rim Shout löste sich nie auf, die Band ist aber nicht mehr aktiv.
Andy und Steve spielen heute bei Assmatix bis 2016 mit Andy Wagner, der dann zu The Tierheims wechselte und heute bei Hauch spielt. Dörfel ist noch zahlendes Mitglied bei Katzenköter, Wowo arbeitet in Portugal im IT-Bereich ohne jegliche musikalischen Aktivitäten. Rüdi ist inzwischen verstorben.

## Diskografie
Alben
- 1985: Waah! (Demo-Tape)[1]
- 1986: So Fast as Düörpm (Split-LP mit Die Männer)[2]
- 1987: A Walk through the Big City (LP, Idiots Records)
- 1989: Is Reality a Dream? (LP, Knock Out Records)
- 1992: Socially Unacceptable Minds (LP/CD, Terz Records).

Singles und EPs
- 1987: 5 Jahre sind nicht genug (Single, So Much Fun Records)[3]
- 1993: Boring Life (EP, Terz Records)